# Polidamante de Farsalo
Polidamante de Farsalo fue un político y tirano tesalio, natural de la ciudad de Farsalo. Hacia el año 375 a. C., sus conciudadanos le confiaron el gobierno supremo de su ciudad natal. Polidamente forzó una alianza con Esparta, con la cual su familia había mantenido, durante mucho tiempo, vínculos de hospitalidad (proxenía); pero poco después firmó un tratado con Jasón de Feras. A raíz del asesinato de Jasón en el año 370 a. C., su hermano Polifrón, que le sucedió en el poder, mató a Polidamante y a otros ocho distinguidos ciudadanos de Farsalo.